# Prosa métrica
La prosa métrica es un tipo de prosa practicada en latín e imitada más tarde en la literatura de las lenguas románicas, que la imitaron mediante la llamada prosa rítmica. 
La prosa métrica utilizaba distintas combinaciones de sílabas largas (_) y breves (U) desde el final del periodo. Los oradores griegos desde Gorgias ya utilizaban este artificio para embellecer sus discursos; en Roma Cicerón también lo empleó en sus discursos. La cantidad de variaciones es mucha; teniendo en cuenta las últimas ocho sílabas del período y todos los esquemas combinatorios posibles, hay un número total de combinaciones de 128, sin contar las variantes que pueden introducir la posición de las cesuras; si contamos las seis últimas sílabas, 32. En todos los patrones rítmicos la última sílaba ha de considerarse anceps o ambivalente.
La imitación medieval del latín clásico tenía fundamento en las sílabas tónicas contadas a partir del final del periodo.
- El cursus planus se acentuaba en la 2.ª y en la 5.ª sílabas (contando desde el final).
- El cursus dispondaicus tenía acentos en la 2.ª y 6.ª sílabas.
- El cursus velox contaba como tónicas la 2.ª y 7.ª sílabas.
- El cursus tardus acentuaba en la 3.ª y 6.ª sílabas, contando desde el final.

Esta técnica, aunque ya fuese de uso corriente, fue explicada en el siglo XII por Alberto Morra, quien vendría a ser el Papa Gregorio VIII, en una obra titulada Forma dictandi quam Rome notarios instituit magister Albertus qui et Gregorius VIII, papa.
- Datos: Q6088008